# Za garść dolarów
Za garść dolarów (wł. Per un pugno di dollari, ang. A Fistful of Dollars) – włosko-hiszpańsko-niemiecki western filmowy z 1964 roku w reżyserii Sergia Leone. Jest to pierwsza część tzw. dolarowej trylogii, poprzedzająca kolejne filmy Leone: Za kilka dolarów więcej (1965) oraz Dobry, zły i brzydki (1966). Film ten zapoczątkował specyficzny nurt we włoskiej kinematografii, zwany spaghetti westernem.

## Opis fabuły
Głównym bohaterem Za garść dolarów jest tajemniczy rewolwerowiec (Clint Eastwood), który przybywa do wioski targanej konfliktem pomiędzy dwoma gangami i wyczuwając okazję do zysku, decyduje się zaognić ów konflikt poprzez lawirowanie między nimi.

## Obsada
- Clint Eastwood – Człowiek bez imienia / Joe
- José Calvo – Silvanito
- Gian Maria Volonté – Ramón Rojo
- Wolfgang Lukschy – szeryf John Baxter
- Sieghardt Rupp – Esteban Rojo
- Antonio Prieto – Don Miguel Benito Rojo
- Joe Edger – Piripero
- Margarita Lozano – Consuelo Baxter
- Marianne Koch – Marisol
  - Joyce Gordon – Marisol (głos, wersja anglojęzyczna)
- Daniel Martín – Julio
- Nino del Arco – Jesus
- Benito Stefanelli – Rubio
- Mario Brega – Chico
- Bruno Carotenuto – Antonio Baxter
- Aldo Sambrell – Manolo
- Raf Baldassarre – Juan De Dios

## Produkcja
Zdjęcia do filmu były realizowane we włoskiej wytwórni Cinecittà oraz plenerach hiszpańskich (prowincja Almería). Jego powstaniu towarzyszył osobliwy sposób produkcji: w jego kręceniu brali udział aktorzy z różnych państw, więc ich głosy były dubbingowane na potrzeby rynków narodowych. Z obawy o porażkę dzieła Leone, jak również część ekipy filmowej, ukrywał się pod pseudonimem, figurując w czołówce anglojęzycznej wersji jako Bob Robertson.

## Odbiór
Za garść dolarów, wyprodukowany za 200 milionów lirów włoskich, odniósł znaczący sukces komercyjny, w samych Włoszech przynosząc zyski w postaci 3,18 miliarda lirów. Początkowo nie szło to w parze z pozytywnymi recenzjami krytyków, dodatkowo ukazanie się filmu wywołało skandal, jako że był on niemal plagiatem japońskiego dzieła Straż przyboczna w reżyserii Akiry Kurosawy; japoński reżyser wygrał sprawę sądową, przejmując część zysków z dystrybucji włoskiego remake'u. Z czasem jednak krytycy dostrzegli w filmie Leone klasyczne dzieło gatunku, które przewartościowało typowe cechy hollywoodzkiego westernu, ukazując bardziej realistyczne oblicze Dzikiego Zachodu; wespół z pedantyczną dbałością o szczegóły i dynamiczną muzyką Ennia Morricone Za garść dolarów zyskał miano filmu artystycznego. Dzięki niemu Clint Eastwood, przedtem mało znany aktor telewizyjny, zyskał międzynarodową sławę.